# 福田站 (中国铁路)
福田站，是中国广东省深圳市福田区的铁路车站，于福中三路至深南大道之间沿益田路南北向佈置，现由中国铁路广州局集团管辖。该车站交匯「廣深港高速鐵路」、將來的深惠城际铁路和深江城际铁路，同時可轉乘深圳地铁的2號綫、3號綫以及11號綫 。从该站乘搭廣深港高速鐵路到香港西九龍站最快只需14分鐘，到广州南站最快只需32分鐘。
福田站和廣深港高速鐵路广深段的广州南站、虎门站、深圳北站等车站不同，是在2006年8月才确认新增的，主力负责广州、深圳、香港之间的高频率城际商务客流。但自2016年5月15日全國鐵路運行圖調整，原本由长沙南站始發、以深圳北站為終點站的班次，已延伸至福田站作為終點站。目前從福田站乘坐列車，最遠可直達北京西站，這意味著福田站已運行部分中、長途高鐵列車班次。
福田站高铁部分位於广深港高速铁路DK111+596.60标段，全长1023米，最宽处达78米，月台位於地下三层，设置8条轨道及4个岛式月台，由於高速铁路乘客可在福田站转乘多线地铁，福田站沒有专门设置停车场。此外，车站将会採用现代化的高速铁路管理，如自动售检票等等的高效率服务系统，設計上沒有預留行包房、候车厅等等的传统设施。車站由中铁第四勘察设计院集团負責設計，中铁十五局集团及中铁十六局集团负责兴建。施工期间车站採用明挖法，封闭民田路（福中三路—深南大道段），民田路现状通过性交通利用平行的新洲路、益田路分流疏导。於2008年8月20日动工，原計劃於2012年8月31日完工，最終延至2015年12月30日通車。

## 历史

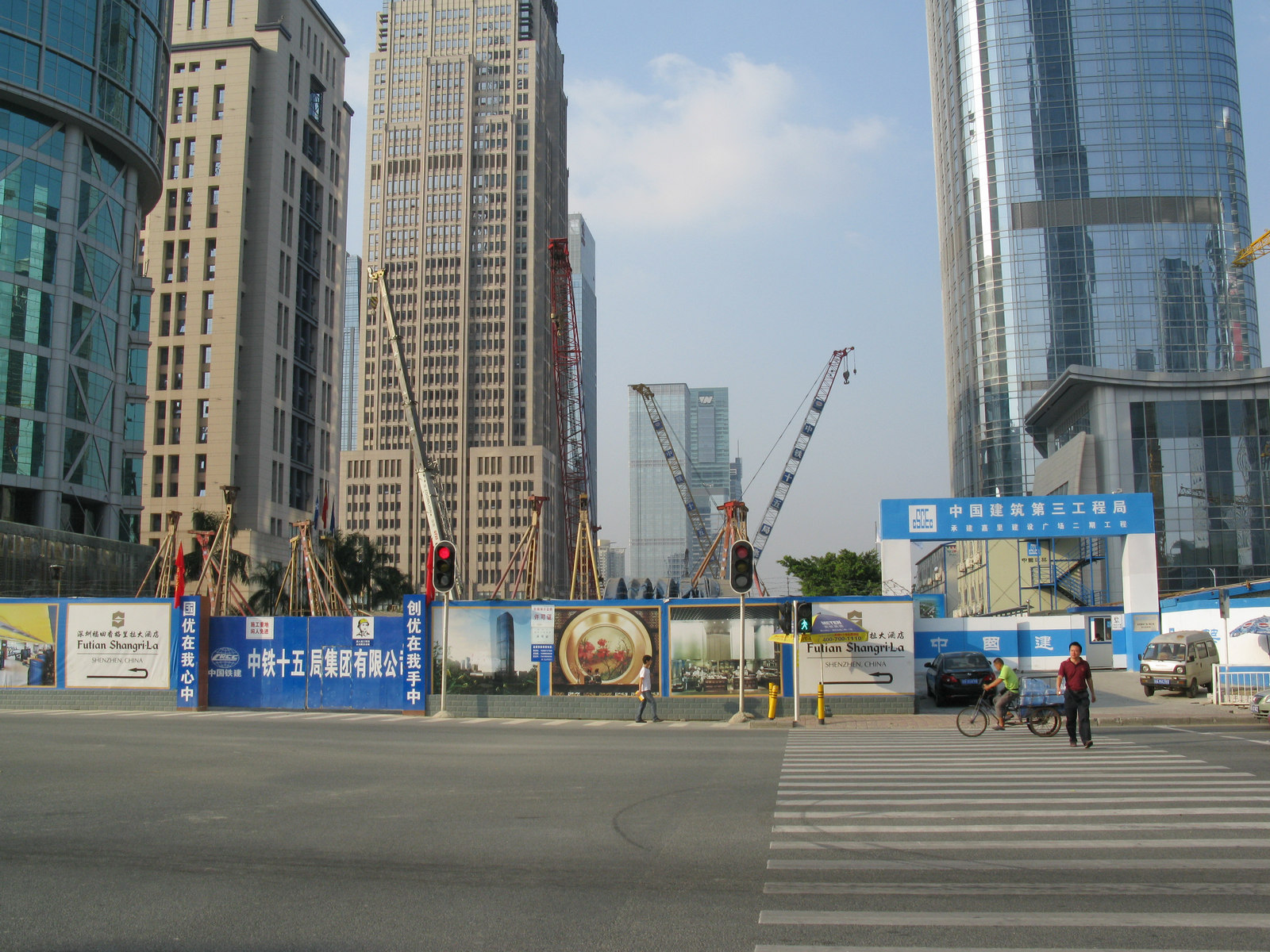
2009年10月，施工中的福田站

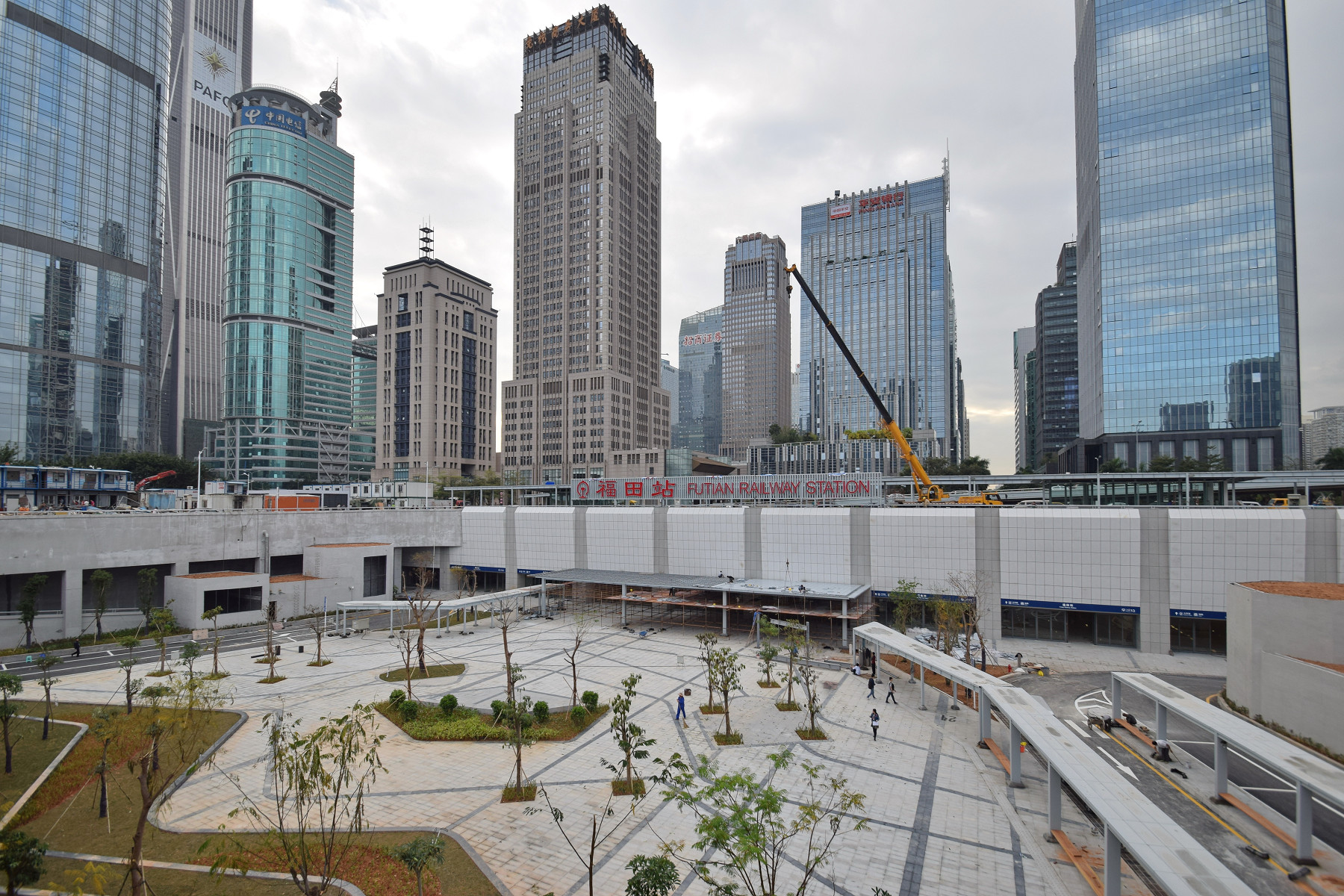
2015年的福田站

2005年12月，中国铁道部领导层向深圳市政府提出广深港高速铁路在深圳市中心区地底增设火车站的建议，同时提供了中心公园、香蜜湖、益田路等数个选址方案。
2006年8月22日，時任深圳市市长许宗衡和铁道部副部长卢春房在北京签署了《广深港客运专线深圳市区内设站事宜备忘录》，其中确定在深圳市福田的地底设一地下火车站：福田站，选取益田路作为站址，并就福田站的功能定位、佈局等达成共识。
2008年8月20日，广深港高速铁路（时称“广深港铁路客运专线”）福田站暨福田综合交通枢纽工程正式开工。
福田站的開通日期曾幾度被延後，最初預計2012年開通。但因受2011年甬台温铁路列车追尾事故後高鐵暫緩審批，開通日期延後至2014年。
2015年11月25日，廣鐵集團宣佈福田站開始試運行，同年12月30日，福田站正式开通运营，從廣州南站到福田站最快只需42分鐘。
2016年5月15日，隨著全國鐵路運行圖調整，福田站首次開行2對終到長沙南的長途列車班次，由原長沙南站始發、深圳北站為終點站的列車，延伸至福田站為終點站，該兩對列車將不會停靠深圳北站辦理客運業務。。
2018年9月23日，為配合廣深港高速鐵路香港段通車，調整福田站不少班次，不少原深圳北站及福田站為起點站／終點站的列車改以香港西九龍站為起點站／終點站。
2020年1月30日，香港政府为遏止2019冠状病毒病疫情的传播，于当天起关闭除深圳湾口岸以外的所有与中国大陆的陆路边境口岸。这导致城际直通车和广深港高铁香港段暂时停运，香港西九龙站也于当天暂时关闭。受此影响，不少原香港西九龍站為起點站／終點站的列車再次改以深圳北站及福田站为起點站／終點站，直至2023年1月15日，西九龙站恢复服务，有关列车将按计划逐步恢复前往西九龙站。
2025年7月，本站站台门开始改造，将使用靠近站台边缘、可识别适应多车型的新型站台门，为中国大陆各高铁站的首例。

## 数据
- 深度：32米
- 总长：1024米
- 宽度：78米
- 站台长：正线和贯通到发线站台长550米，尽头式到发线站台长220米
- 到发线数：8（2股正线，2股贯通到发线，有效长度650米；4股尽头式到发线，有效长度325米）
- 站台数：4
- 造价：约39.5亿人民币
- 等级：二等站[5]

## 車站結構
福田站为地下3層建築，位于深南大道和益田立交桥交叉口地下，共有地下三层。是目前深圳最深的地下建筑。中铁十五局集团副总工程师董志表示，福田站虽是目前国内僅次於香港西九龍站的第二大地下火车站，不过跟地面站相比规模并不算大，而且只走动车组，無普速铁路通過。地下一层为交通转换层，在这里可换乘地铁2號綫、3號綫、11号线，这层亦设有售票處及自動售票機。地下二层则为站厅层，乘客可在此检票。地下三层则为广深港专线的站台层。福田站設有換乘通道，与地鐵福田站、市民中心站及、购物公园站实现远距离通道转乘，同時鄰近崗廈北站、少年宮站及蓮花村站分流部分地铁福田站的客流，减轻福田站交通枢纽的客流压力，其中連接地鐵福田站和高鐵福田站的中區換乘通道和南區換乘通道，均設有自動行人道，方便乘客換乘。而商場連城新天地已預留通道連接車站，並隨高鐵站啟用而開通。
该站在兴建时已装设封闭式屏蔽门。
車站北邊部分及東區通道（連接市民廣場及市民中心站）在營運初期沒有開放，其中東區通道已於2017年開放使用。
- 福田站交通转换大厅
- 位於交通转换層的售票处
- 自動售票機已接受港澳回鄉證2012年版購票。
- 福田站站厅内通往候车室及到达口的扶梯

### 站场

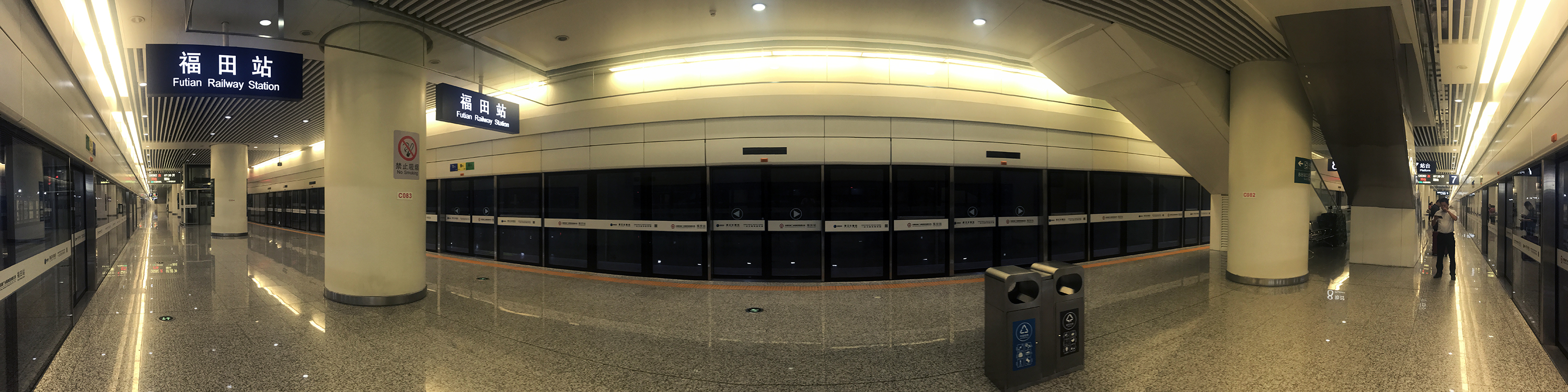
福田站7-8号全景

| 地下一樓                                 | 交通转换層                      | 深圳地铁2號綫、3號綫、11号线轉乘區、高鐵售票處、自動售票機、洗手間、飲水機、出租車站、地下街 |
| 地下二樓                                 | 大厅層                          | 過檢安檢機、检票口及等候區、洗手間、飲水機                                                   |
| 地下三樓                                 |                                 |                                                                                              |
| ←香港西九龙方向                          | 广州南/深圳北方向→              |                                                                                              |
| 西                                       |                                 |                                                                                              |
| 8號月台                                  | 跨境列車（往深圳北站方向）→     |                                                                                              |
| 島式月台，左/右边车门将会开启（檢票口4） |                                 |                                                                                              |
| 7號月台                                  | 跨境列車（往深圳北站方向）→     |                                                                                              |
| 6號月台                                  | ←跨境列車（往香港西九龍站方向） |                                                                                              |
| 島式月台，左/右边车门将会开启（檢票口3） |                                 |                                                                                              |
| 5號月台                                  | ←跨境列車（往香港西九龍站方向） |                                                                                              |
| 4號月台                                  | 广深城际列車始发/终到→          |                                                                                              |
| 島式月台，左/右邊車門將會開啟（檢票口2） |                                 |                                                                                              |
| 3號月台                                  | 广深城际列車始发/终到→          |                                                                                              |
| 2號月台                                  | 广深城际列車始发/终到→          |                                                                                              |
| 島式月台，左/右邊車門將會開啟（檢票口1） |                                 |                                                                                              |
| 1號月台                                  | 广深城际列車始发/终到→          |                                                                                              |
| 东                                       |                                 |                                                                                              |

## 列车
福田站于2015年12月30日开通后，初期安排途經深圳北站至广州南站沿線車站的高铁，其中部分特快班次只停深圳北站和廣州南站，來往廣州南站及该站最快只需42-43分鐘。从开通当日到2016年1月9日，每天有11对动车组列车开行；从2016年1月10日起，列车开行对数将增加至23对。
2016年5月15日起，由长沙南站至深圳北站的G6023/8次及G6015/8次，延长运行区间至福田站，这是福田站首次开行直通省外的高铁列车。至此，福田站开行的列车总对数将此前的23对增加至28对。而广深港高铁在福田站与深圳北站之间的运行时间由原来的11分钟压缩至8分钟，至广州南站最快40分钟。
2017年1月5日起，由于全国铁路调整列车运行图，2对京深高速动车组列车延长至该站始发终到（其中G71/72次列车由北京铁路局担当，为福田站开行的首对非广铁集团担当的列车），这是福田站首次开行进京列车。除了这两对列车外，原先由永州站至深圳北站的G6074/1、G6072/3次、怀化南站至深圳北站的G6144/1、G6142/3次、G6166/3、G6164/5次、G6162/59、G6160/1次及G6148/5、G6146/7次、广州南站至深圳北站的G6201/36次、G6221/40次、G6203次、邵阳站至深圳北站的G6484/1、G6482/3次、G6488/5、G6486/7次的管内旅客列车，均延长至该站始发终到，同时增开由该站始发，终到永州站的G6078/5、G6076/7次列车。调图后福田站日开行列车达到43对，其中短途高铁数量30.5对，长途高铁数量12.5对。不过该站始发的所有长途旅客列车在途经深圳北站时，均不办理上、下客客运业务。另外，该站也会于同日起开行往惠阳站方向的城际动车组列车，每天早、晚上下班时间各安排一趟列车对开。同时开行往深圳坪山站方向的城际动车组列车，每天开行2对。
2017年8月18日，为配合佛山西站开通运营，原该站始发的G6520次及G6532次，运行区间延长至佛山西。
2018年9月23日，为配合广深港高铁香港段开通，福田站进行车次优化调整。受广深港高铁发车频次和福田站、深圳北站作业能力影响，福田站取消往返深圳坪山的车次，同时对既有广深高速动车组列车作出了延长运行区间至香港西九龙的调整。
2021年10月11日起，为配合铁路调图，福田站恢复开行往返深圳坪山站的车次，每天共开行三对（其中终到深圳坪山站两对，终到汕尾站一对）。
2025年7月1日调图后，福田站增开12列往返广州东站，方便旅客往返广深两地的中心区。

### 旅客列车目的地
截至2024年6月15日全国铁路季度调图，福田站满图下共开行169列车，其中往返香港西九龙站共135列，当中以福田站为始发终到站的66列。

#### 始发列车
| 列车所属路局 | 车次                                 | 目的地     | 是否在深圳北站辦理客運 |
| ------------ | ------------------------------------ | ---------- | ---------------------- |
| 北京局集团   | G336                                 | 北京西     | 否                     |
| 北京局集团   | G6236                                | 广州南     | 是                     |
| 广州局集团   | G5801-G5803（只限单數）              | 香港西九龍 | 不適用                 |
| 广州局集团   | G6072                                | 永州       | 否                     |
| 广州局集团   | D7592、D7594                         | 广州东     | 是                     |
| 广州局集团   | D7596、D7598                         | 广州白云   | 是                     |
| 港铁公司     | G5805-G5809、G5813-G5831（只限单數） | 香港西九龍 | 不適用                 |

#### 过路列车
在2019冠状病毒病疫情发生前，经停福田站的列车均为由香港西九龍站始发、运行于广深港高铁本线的短途列车。2020年1月30日，因香港西九龙站关闭，导致广深港高铁香港段暂停运营，福田站所有过路列车一度停运，直至2023年1月15日西九龍站重开后才得以恢复开行。
| 列車所屬路局 | 目的地                                                               |
| ------------ | -------------------------------------------------------------------- |
| 廣州局集團   | 福州、广州东、广州南、汕头、深圳北、厦门、香港西九龙、湛江西、肇庆东 |
| 港铁公司     | 广州南、深圳北、香港西九龙                                           |

## 設施
車站提供自動售票機、洗手間、飲水機等設施，亦設有商舖，其中星巴克、麥當勞、康師傅私房牛肉麵已在車站內開設分店。该站2-4號出口附近已開設美食廣場，由時尚集團及深圳地鐵集團合組的公司營運。该站17-27號出口通道现已作地下商業街，名为“时尚美食城”，分为（A，B，C）三区，將由時尚集團及深圳地鐵集團合組的公司營運。在2019冠状病毒病疫情发生后，地下商業街改名为“深铁汇坊”，由深圳地鐵集團下属的深铁商业运营管理。

## 出入口
仅列出高铁站国铁管理范围内（即沿益田路）的出口，其它出口参见地铁福田站部分。
| 出口編號                                            | 建議前往的目的地                                                   | 图片 |
| --------------------------------------------------- | ------------------------------------------------------------------ | ---- |
| 出口 · 7L                                           | 港中旅大厦、中国联通大厦、时代金融中心大厦                         |      |
| 出口 · 9L                                           | 連城新天地、福华三路、深圳国际商会中心、卓越时代广场、深圳会展中心 |      |
| 出口 · 10L                                          | 嘉里建设广场、香格里拉酒店                                         |      |
| 出口 · 12L · As                                     | 福田高铁站公交总站                                                 |      |
| 出口 · 12L · Bs                                     | 福田高铁站公交总站                                                 |      |
| 出口 · 13L                                          | 福田高铁站出租车站                                                 |      |
| 出口 · 14L                                          | 南方基金大厦                                                       |      |
| 注： 設有盲人引導徑 \| 設有升降機 \| 設有輪椅升降台 |                                                                    |      |

## 车站周边

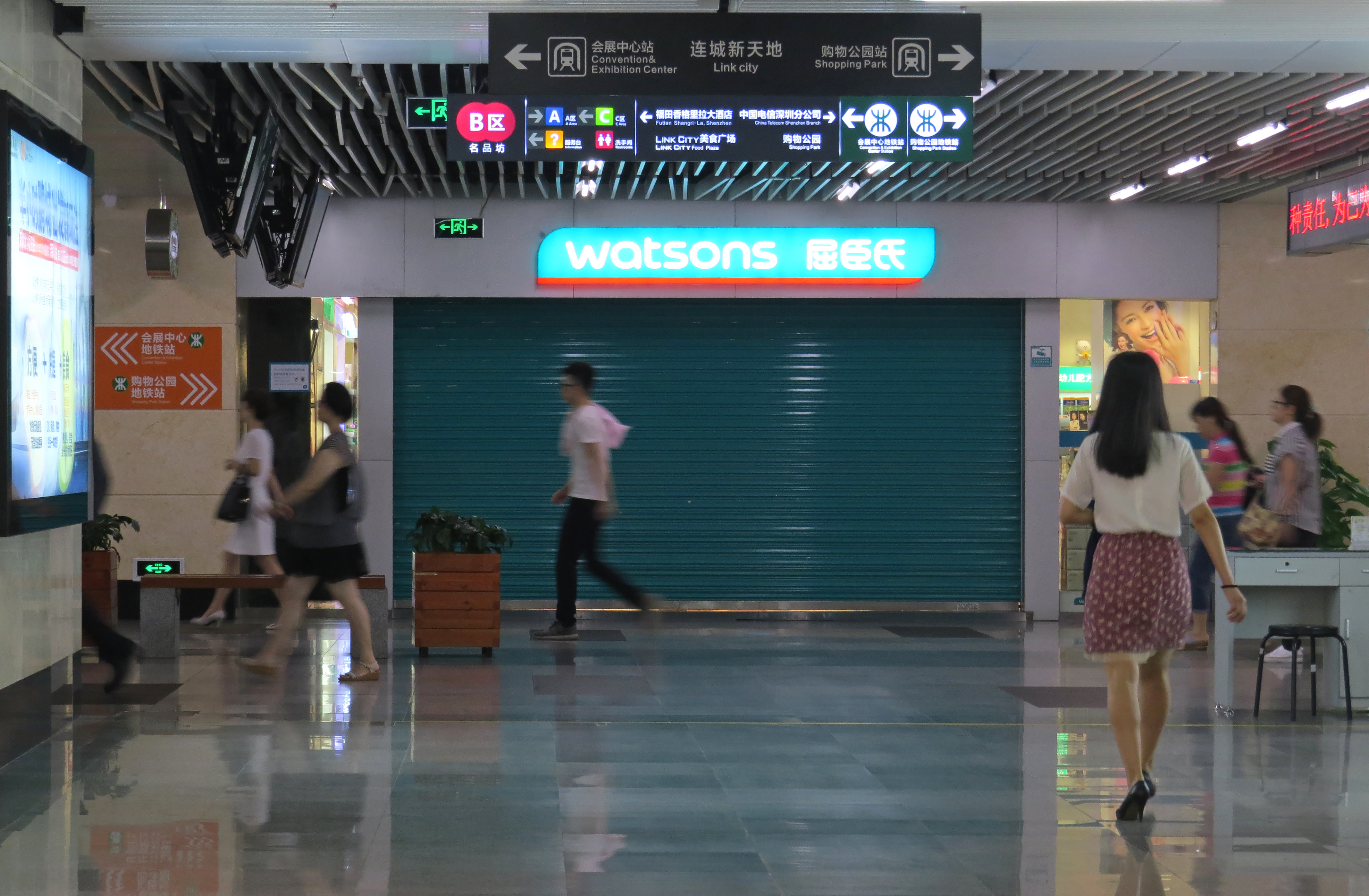
福田站通往連城新天地的出口

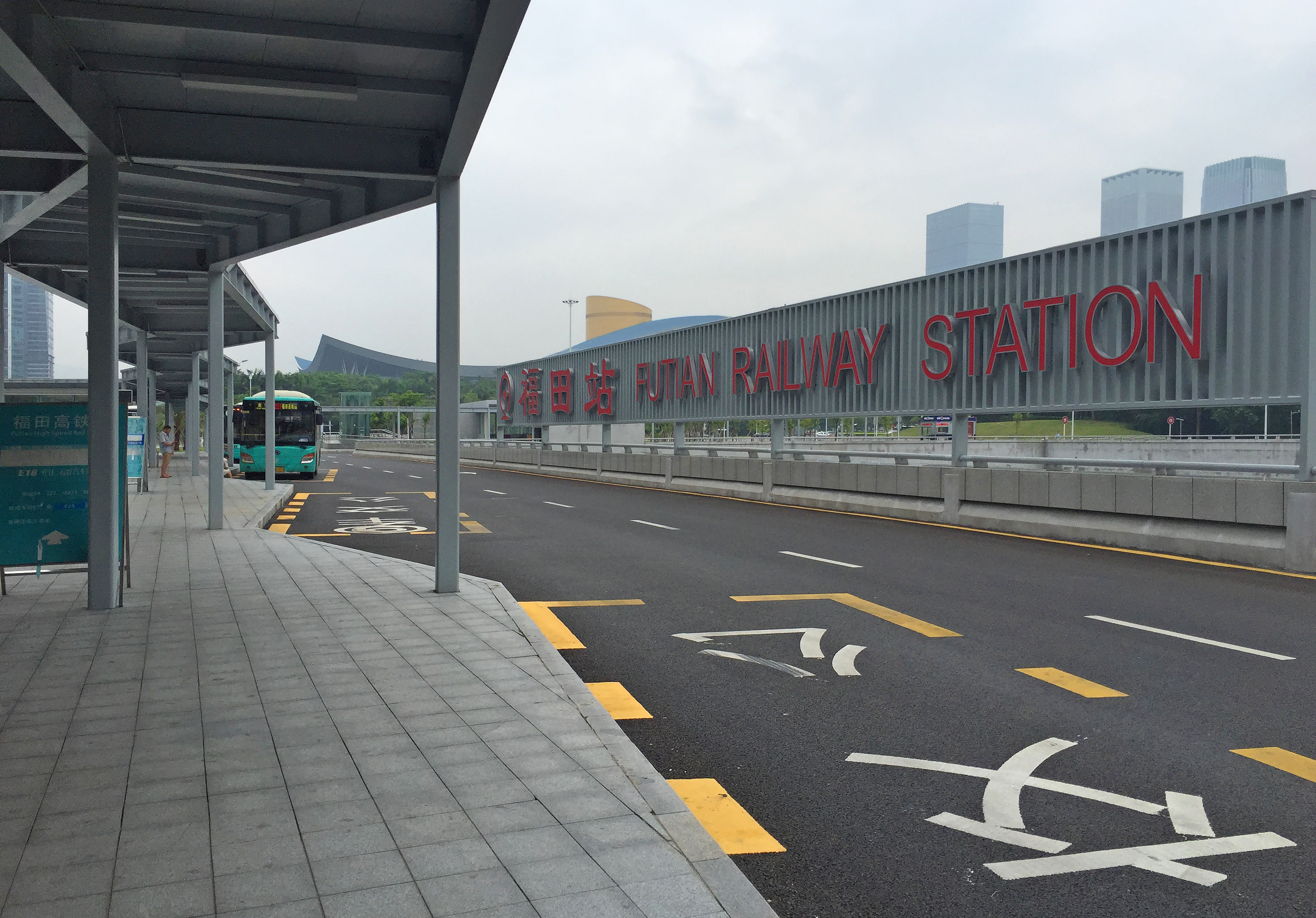
福田站公交車站

主要地标
- 市民中心及市民廣場
- 平安國際金融中心

## 接驳交通
| 编号 | 编号       | 线路                 | 线路                 | 线路                   | 收费                 | 运营商               | 备注                 |
| ---- | ---------- | -------------------- | -------------------- | ---------------------- | -------------------- | -------------------- | -------------------- |
|      | E5         | 已于2024年9月1日停办 | 已于2024年9月1日停办 | 已于2024年9月1日停办   | 已于2024年9月1日停办 | 已于2024年9月1日停办 | 已于2024年9月1日停办 |
|      | 高快巴士18 | 德福公交总站         | ⇆                    | 福田高铁站             | 6元                  | 西部三分             | 原 E18               |
|      | E38        | 华宁路公交首末站     | ⇆                    | 购物公园地铁公交接驳站 | 6元                  | 西部四分             | 原 K318              |

| 编号 | 编号         | 线路                   | 线路                   | 线路                   | 收费                   | 运营商                 | 备注                   |
| ---- | ------------ | ---------------------- | ---------------------- | ---------------------- | ---------------------- | ---------------------- | ---------------------- |
|      | 高快巴士31   | 已于2025年3月31日停办  | 已于2025年3月31日停办  | 已于2025年3月31日停办  | 已于2025年3月31日停办  | 已于2025年3月31日停办  | 已于2025年3月31日停办  |
|      | 高快巴士60   | 航城总站               | ⇆                      | 市党群服务中心         | 6元                    | 东部一分               | 定时班车               |
|      | M191深南快线 | 大梅沙公交总站         | ⇆                      | 安居鸿栖台公交首末站   | 2–10元                 | 巴士四分               | 大站快线；原 旅游1     |
|      | M413         | 大王山总站             | ⇆                      | 福田高铁站             | 3元                    | 东部一分               | 原 310–315西段         |
|      | M447         | 已于2024年12月31日停办 | 已于2024年12月31日停办 | 已于2024年12月31日停办 | 已于2024年12月31日停办 | 已于2024年12月31日停办 | 已于2024年12月31日停办 |
|      | M448         | 坂田象角塘总站         | ⇆                      | 竹子林                 | 3元                    | 东部二分               | 原 329西段             |
|      | 320          | 西乡恒生医院           | ⇆                      | 世界之窗地铁公交接驳站 | 2.5元                  | 西部一分               |                        |
|      | 326          | 华夏园总站             | ⇆                      | 福田高铁站             | 2.5元                  | 东部一分               |                        |

| 编号 | 编号       | 线路     | 线路 | 线路       | 收费 | 运营商   | 备注     |
| ---- | ---------- | -------- | ---- | ---------- | ---- | -------- | -------- |
|      | 高快巴士47 | 航城总站 | ⇆    | 上海宾馆西 | 7元  | 东部一分 | 定时班车 |

| 编号         | 编号                  | 线路                             | 线路                  | 线路                  | 收费                  | 运营商                | 备注                                     |
| ------------ | --------------------- | -------------------------------- | --------------------- | --------------------- | --------------------- | --------------------- | ---------------------------------------- |
|              | 高峰专线18            | 布吉慢城                         | ⇆                     | 福田交通枢纽公交场站  | 3元                   | 巴士二分              |                                          |
|              | 高峰专线49            | 冠铭花园总站                     | ⇆                     | 上海宾馆西            | 2元                   | 巴士三分              |                                          |
|              | 高峰专线62            | 南头总站                         | ↻                     | 桃源村                | 2元                   | 巴士五分              |                                          |
|              | 高峰专线119           | 民治股份商业中心公交首末站       | ⇆                     | 招商银行大厦          | 2元                   | 巴士三分              |                                          |
|              | 高峰专线221           | 清湖产业园总站                   | ⇆                     | 福田交通枢纽公交场站  | 2.5元                 | 巴士二分              | 原 M221（第一代）                        |
|              | M106                  | 蛇口广场公交首末站               | ⇆                     | 建设路三岛中心总站    | 2.5元                 | 巴士五分              | 原 K204                                  |
|              | 高峰专线3             | 已于2024年3月31日停办            | 已于2024年3月31日停办 | 已于2024年3月31日停办 | 已于2024年3月31日停办 | 已于2024年3月31日停办 | 已于2024年3月31日停办                    |
|              | NA1机场福田罗湖线夜班 | 机场地面交通中心西平台           | →                     | 黄贝岭地铁站          | 25元                  | 巴士三分              | 部分时段为定时班车                       |
| 机场新航站楼 | NA1机场福田罗湖线夜班 | ←                                | 科学馆地铁公交接驳站  |                       | 25元                  | 巴士三分              | 部分时段为定时班车                       |
|              | 101                   | 动物园总站                       | ⇆                     | 华新村总站            | 2.5元                 | 巴士四分              |                                          |
|              | 113                   | 莲塘梧桐苑总站                   | ↻                     | 地王大厦              | 2.5元                 | 巴士五分              | 与223路免费换乘                          |
|              | 204                   | 太子湾新世界文化购物坊公交首末站 | ⇆                     | 方大城公交首末站      | 2元                   | 巴士五分              |                                          |
|              | 223                   | 南头总站                         | ⇆                     | 宁水花园总站          | 2.5元                 | 巴士五分              | 与113路及M113路免费换乘；原 23（第一代） |

| 编号 | 编号       | 线路                 | 线路                 | 线路                   | 收费                 | 运营商               | 备注                    |
| ---- | ---------- | -------------------- | -------------------- | ---------------------- | -------------------- | -------------------- | ----------------------- |
|      | 高峰专线29 | 翠枫豪园             | ⇆                    | 福田高铁站             | 2.5元                | 巴士二分             | 原 9（第二代）          |
|      | 高峰专线62 | 南头总站             | ↻                    | 桃源村                 | 2元                  | 巴士五分             |                         |
|      | 高快巴士28 | 华宁路公交首末站     | ⇆                    | 福田高铁站             | 5元                  | 西部四分             |                         |
|      | E5         | 已于2024年9月1日停办 | 已于2024年9月1日停办 | 已于2024年9月1日停办   | 已于2024年9月1日停办 | 已于2024年9月1日停办 | 已于2024年9月1日停办    |
|      | 高快巴士18 | 德福公交总站         | ⇆                    | 福田高铁站             | 6元                  | 西部三分             | 原 E18                  |
|      | M190       | 六约新村总站         | ⇆                    | 华新村总站             | 3元                  | 巴士二分             | 原 高快巴士20（第一代） |
|      | M192       | 万国城公交首末站     | ⇆                    | 笔架山公交总站         | 3元                  | 东部一分             | 原 旅游2                |
|      | M329       | 万国城公交首末站     | ⇆                    | 招商国任中心公交首末站 | 2元                  | 东部一分             | 原 379                  |
|      | M413       | 大王山总站           | ⇆                    | 福田高铁站             | 3元                  | 东部一分             | 原 310–315西段          |
|      | N4         | 南山中心区公交总站   | ⇆                    | 福田高铁站             | 3元                  | 巴士五分             |                         |

| 编号 | 编号       | 线路     | 线路 | 线路         | 收费 | 运营商   | 备注                    |
| ---- | ---------- | -------- | ---- | ------------ | ---- | -------- | ----------------------- |
|      | 高峰专线16 | 惠科正门 | →    | 深南香蜜立交 | 3元  | 巴士公汽 | 原 高快巴士18（第一代） |

| 编号 | 编号 | 线路               | 线路 | 线路       | 收费 | 运营商   | 备注                    |
| ---- | ---- | ------------------ | ---- | ---------- | ---- | -------- | ----------------------- |
|      | M190 | 六约新村总站       | ⇆    | 华新村总站 | 3元  | 巴士二分 | 原 高快巴士20（第一代） |
|      | N4   | 南山中心区公交总站 | ⇆    | 福田高铁站 | 3元  | 巴士五分 |                         |

## 问题和争议
福田站开通后一直饱受市民的争议。2016年1月，深圳市民在抵达车站时发现了一些问题，譬如车站站名易混淆、站内示意图有误以及车站太大换乘公共交通要花大笔时间等。
福田站1-4站台因南面空間不足，只能建成8節車廂長度的站台，並只能辦理福田站始發及終到往來深圳北方向之列車，加上廣深港高鐵客量日益增加，列車均以16節編組或兩組8節列車重聯運行為主。該等站台安全門乃類似地鐵站台般貼近列車車門，不同於5-8站台，而且安全門位置僅支援CRH3C、CRH380A及CRH380B三種車型，无法给其他车型（包括現時廣深港高鐵主力復興號，其列車編組長度均比和諧號長）使用。
在2017年8月，香港媒體有線新聞翻查資料，發現福田站由當初的規劃到興建時，已預留B2層作海關口岸。但隨著香港西九龍站確定實施一地兩檢後，到2015年開幕時，該層變為「候車區」，設驗票櫃檯、供乘客等車的地方、育嬰室，以及放置了一些X光機做安檢使用。而大多位置空空如也。